# Acrisios
Acrisios (limba greacă: Ακρίσιος), Acrisius sau Acrisiu a fost un rege legendar al Argosului, din mitologia greacă.

## Mitologie
El era fiul lui Abas și al Aglaei (sau Ocalea, depinde de autor). Era de asemenea frate geamăn cu Proitos.
Când tatăl său a murit, Acrisios l-a alungat pe fratele său Proitos. Dar acesta din urmă a revenit și Acrisios a trebuit să împartă regatul cu el, dându-i Tirintul.

### Acrisios și Perseu
La un moment dat, un oracol i-a prevestit lui Acrisios că nepotul său îl va omorî. De aceea și-a închis fiica, Danae, într-un palat subteran. Dar Zeus, îndrăgostindu-se de ea, s-a prefăcut în ploaie de aur și a intrat la Danae. Aceasta a născut un copil, Perseu. Curând, Acrisios a auzit glasul copilului și a coborât la fiica sa. Regele a rămas uimit și a poruncit ca fiica sa Danae și fiul ei Perseu, adică nepotul său,  să fie ferecați într-o ladă și trimiși pe mare. Lada a ajuns pe insula Serifos, iar cei doi au fost salvați. Când a devenit mare, Perseu a ucis gorgona Medusa și a salvat-o pe Andromeda de la moarte.
Perseu împreună cu Danae și cu Andromeda s-au întors în Argos, dar Acrisios a fugit în Larissa, nepotul său devenind rege peste argosieni. Când Perseu a organizat niște jocuri, Acrisios a fost lovit accidental cu discul de nepotul său și a murit, împlinind astfel profeția.

### Liga Amphictyonică
Conform lui Euripide, Acrisios a fondat Amphicthyonica delphiană. Însă Strabo crede că liga a existat înainte de Acrisios, iar el a fost doar acela care a restructurat-o.